# Tri-City Americans
Tri-City Americans je americký juniorský klub ledního hokeje, který sídlí v Kennewicku ve státě Washington. Od roku 1988 působí v juniorské soutěži Western Hockey League. Své domácí zápasy odehrává v hale Toyota Center s kapacitou 6 000 diváků. Klubové barvy jsou námořnická modř, červená, stříbrná a bílá.
Nejznámější hráči, kteří prošli týmem, byli např.: Dušan Salfický, Olaf Kölzig, Jaroslav Kristek, Jared Cowen, Carey Price, Brian Boucher, Juraj Valach nebo Milan Bartovič.

## Přehled ligové účasti
Zdroj: 
- 1988–2001: Western Hockey League (Západní divize)
- 2001– : Western Hockey League (Americká divize)